# Nato
Наталья Шевлякова (род. 3 октября 1979, Тбилиси, Грузинская ССР) — российская певица, выступала под псевдонимом «Nató» («n.A.T.o.»). Проект создан бывшим продюсером группы «Тату» Иваном Шаповаловым в 2004 году. Получила известность в связи с попыткой провести концерт 11 сентября 2004 года в годовщину терактов в США и после захвата школы в Беслане 1 сентября 2004 года.
Выступление планировалось провести в Колонном зале Дома Союзов в Москве. Певица должна была выступать в военизированном наряде, закутавшись в хиджаб, создавая имидж смертницы-террористки. Мероприятие анонсировалось как «теракт-концерт». Оформление билетов на концерт было стилизовано под авиабилеты с указанием места назначения рейса «Moscow. Bolshaya Dmitrovka, Dom Souzov» и времени вылета — 20.00.
В видеоклипе, снятом на таджикскую песню «Чор чавон», певица выступает на фоне телерепортажей с Ближнего Востока каналов BBC, CNN, Аль-Джазира. Песня «Чор чавон» вошла в сборник «Поднебесная № 1», изданный после съёмок реалити-шоу «„Тату“ в Поднебесной» в 2004 году.
Информационное агентство «Интерфакс» опубликовало мнение главного специалиста отдела межнациональных отношений Министерства культуры и массовых коммуникаций РФ, который заявил, что «предстоящий концерт является абсолютно неполиткорректным по форме», и после теракта в Беслане видеоряд и оформление концерта являются «циничными и неуместными». При этом сами тексты песен, отметил чиновник, носят нейтральный характер. Сам Шаповалов отрицал провокационный характер своей идеи. Как писала газета «Коммерсантъ», Шаповалов также планировал устроить во время концерта инсценировку захвата заложников. Концерт был отменён, а Шаповалов подал в суд на администрацию Дома союзов. В январе 2005 года концерт состоялся в ресторане при пивоварне «Тинькофф».
В мае 2005 года группа сделала несколько выступлений в Германии.

## Оценки
Музыкальный критик Капитолина Деловая писала: «альбом Чор ҷавон» — наполненная пронзительной печалью, навороченная этно-электроника — получился удивительным и ни на что циркулирующее на нашем затхлом музыкальном пространстве не похожим», «мог бы стать сенсацией года именно из-за своей начинки, из-за глубокого и насыщенного голоса певицы Нато, из-за неожиданности ощущений».

## Дискография

### Студийные альбомы
| №  | Название                | Длительность |
| -- | ----------------------- | ------------ |
| 1. | «Чорчовон / Chorjavon»  | 3:38         |
| 2. | «Бе Умиде / Be Umide»   | 3:35         |
| 3. | «Ратминда / Ratminda»   | 2:35         |
| 4. | «Нолои / Noloi»         | 4:00         |
| 5. | «Ветер Моря / Seawind»  | 3:59         |
| 6. | «Джуни Ман / Djuni Man» | 3:20         |
| 7. | «Чаки / Chaki»          | 3:00         |
| 8. | «Твалеби / Tvalebi»     | 4:46         |
| 9. | «Хиды / Hidy»           | 4:30         |

| №   | Название                               | Длительность |
| --- | -------------------------------------- | ------------ |
| 1.  | «Чорчовон / Chorjavon»                 | 3:38         |
| 2.  | «Бе Умиде / Be Umide»                  | 3:35         |
| 3.  | «Ратминда / Ratminda»                  | 2:35         |
| 4.  | «Нолои / Noloi»                        | 4:00         |
| 5.  | «Ветер Моря / Seawind»                 | 3:59         |
| 6.  | «Джуни Ман / Djuni Man»                | 3:20         |
| 7.  | «Чаки / Chaki»                         | 3:00         |
| 8.  | «Твалеби / Tvalebi»                    | 4:46         |
| 9.  | «Хиды / Hidy»                          | 4:30         |
| 10. | «Чорчовон / Chorjavon (Radio Version)» | 3:41         |

| №  | Название     | Длительность |
| -- | ------------ | ------------ |
| 1. | «Chor Javon» |              |
| 2. | «Be Umide»   |              |
| 3. | «Rat Minda»  |              |
| 4. | «Nol Oi»     |              |
| 5. | «Seawind»    |              |
| 6. | «Djuni Man»  |              |
| 7. | «Chaki»      |              |
| 8. | «Tval Ebi»   |              |
| 9. | «Hidy»       |              |

| №   | Название                                  | Длительность |
| --- | ----------------------------------------- | ------------ |
| 1.  | «Ak Güvercin (Ambiance)» (La'l)           |              |
| 2.  | «Chor Javon (Mix)» (Нато)                 |              |
| 3.  | «Ak Güvercin (Arabic - Ethnic)» (La'l)    |              |
| 4.  | «Be Umide» (Нато)                         |              |
| 5.  | «Ak Güvercin (English - Ambiance)» (La'l) |              |
| 6.  | «Nol Oi» (Нато)                           |              |
| 7.  | «Ak Güvercin (World Club)» (La'l)         |              |
| 8.  | «Rat Minda» (Нато)                        |              |
| 9.  | «Ak Güvercin (Ethnic)» (La'l)             |              |
| 10. | «Ak Güvercin (English World Club)» (La'l) |              |
| 11. | «Ak Güvercin (Club Mix)» (La'l)           |              |

| №  | Название                                  | Длительность |
| -- | ----------------------------------------- | ------------ |
| 1. | «Ak Güvercin (Ambiance)» (La'l)           |              |
| 2. | «Chor Javon (Mix)» (Нато)                 |              |
| 3. | «Ak Güvercin (Arabic - Ethnic)» (La'l)    |              |
| 4. | «Chor Javon (Original)» (Нато)            |              |
| 5. | «Ak Güvercin (English - Ambiance)» (La'l) |              |
| 6. | «Ak Güvercin (World Club)» (La'l)         |              |
| 7. | «Ak Güvercin (Ethnic)» (La'l)             |              |
| 8. | «Ak Güvercin (English World Club)» (La'l) |              |
| 9. | «Ak Güvercin (Club Mix)» (La'l)           |              |

### Макси-синглы
| №  | Название                        | Длительность |
| -- | ------------------------------- | ------------ |
| 1. | «Chor Javon (JS16 Mix)»         | 3:41         |
| 2. | «Chor Javon (Extended Version)» | 5:17         |
| 3. | «Chor Javon (Original Version)» | 3:41         |

| №  | Название     | Длительность |
| -- | ------------ | ------------ |
| 1. | «Chor Javon» | 3:43         |

### Другие песни
1. Давлев — 3:56
2. Замтари — 4:15